# Stati federati dell'Austria

Stati dell'Austria

Gli stati federati dell'Austria (in tedesco Länder, singolare Land) sono la suddivisione territoriale di primo livello del Paese e ammontano a 9. Ciascuno di essi si articola ulteriormente in distretti. Ogni Land ha un organo legislativo chiamato Landtag che legifera entro i limiti stabiliti dalla Costituzione, ogni Land inoltre ha un numero di rappresentanti all'interno di una delle camere del parlamento (Bundesrat). La città di Vienna è amministrata da un sindaco.

## Lista
| Stato                          | Localizzazione | Stemma | Capitale            | Popolazione (2022) | Superficie (km²) | Densità (ab./km²) | Città (2022) | Comuni (2022) |
| ------------------------------ | -------------- | ------ | ------------------- | ------------------ | ---------------- | ----------------- | ------------ | ------------- |
| Burgenland                     |                |        | Eisenstadt          | 297 583            | 3 965            | 75                | 13           | 158           |
| Carinzia Kärnten               |                |        | Klagenfurt          | 564 513            | 9 537            | 59                | 17           | 115           |
| Bassa Austria Niederösterreich |                |        | Sankt Pölten        | 1 698 796          | 19 180           | 89                | 76           | 497           |
| Alta Austria Oberösterreich    |                |        | Linz                | 1 505 140          | 11 983           | 126               | 32           | 406           |
| Salisburghese Land Salzburg    |                |        | Salisburgo Salzburg | 560 710            | 7 155            | 78                | 11           | 108           |
| Stiria Steiermark              |                |        | Graz                | 1 252 922          | 16 399           | 76                | 35           | 251           |
| Tirolo Tirol                   |                |        | Innsbruck           | 764 102            | 12 648           | 60                | 11           | 266           |
| Vorarlberg                     |                |        | Bregenz             | 401 674            | 2 602            | 154               | 5            | 91            |
| Vienna Wien                    |                |        | città-land          | 2 014 614          | 415              | 4 782             | 1            | 1             |

## Poteri
Il potere dei Länder si è di fatto ridotto nel tempo, poiché tutte le grandi tematiche sono state normate dalla legislazione federale. A differenza del caso tedesco, infatti, anche la capacità di intervenire nella politica nazionale è alquanto limitata siccome il Bundesrat non gode degli ampi poteri che possiede l’equivalente tedesco. Rimangono invece intatti i poteri amministrativi dei Länder, cui è affidata l'applicazione delle leggi austriache, non essendoci nel paese organi federali deputati al controllo degli enti locali.
In aggiunta, essi sono comunque dotati di organi di autogoverno propri, determinati nei vari Landtag.

## Politica federale
In base al numero di abitanti, dopo ogni censimento il Presidente dell'Austria determina il numero di rappresentanti che ogni Land può inviare al Bundesrat, una delle due camere che compongono il parlamento austriaco (l'altra è il Nationalrat). Il numero di rappresentanti varia da 3 a 12, e al momento attuale la situazione è la seguente:
| Land          | Seggi spettanti |
| ------------- | --------------- |
| Burgenland    | 3               |
| Carinzia      | 4               |
| Bassa Austria | 12              |
| Alta Austria  | 10              |
| Salisburghese | 4               |
| Stiria        | 9               |
| Tirolo        | 5               |
| Vorarlberg    | 3               |
| Vienna        | 10              |
| Totale        | 60              |